# Newyorská škola umění

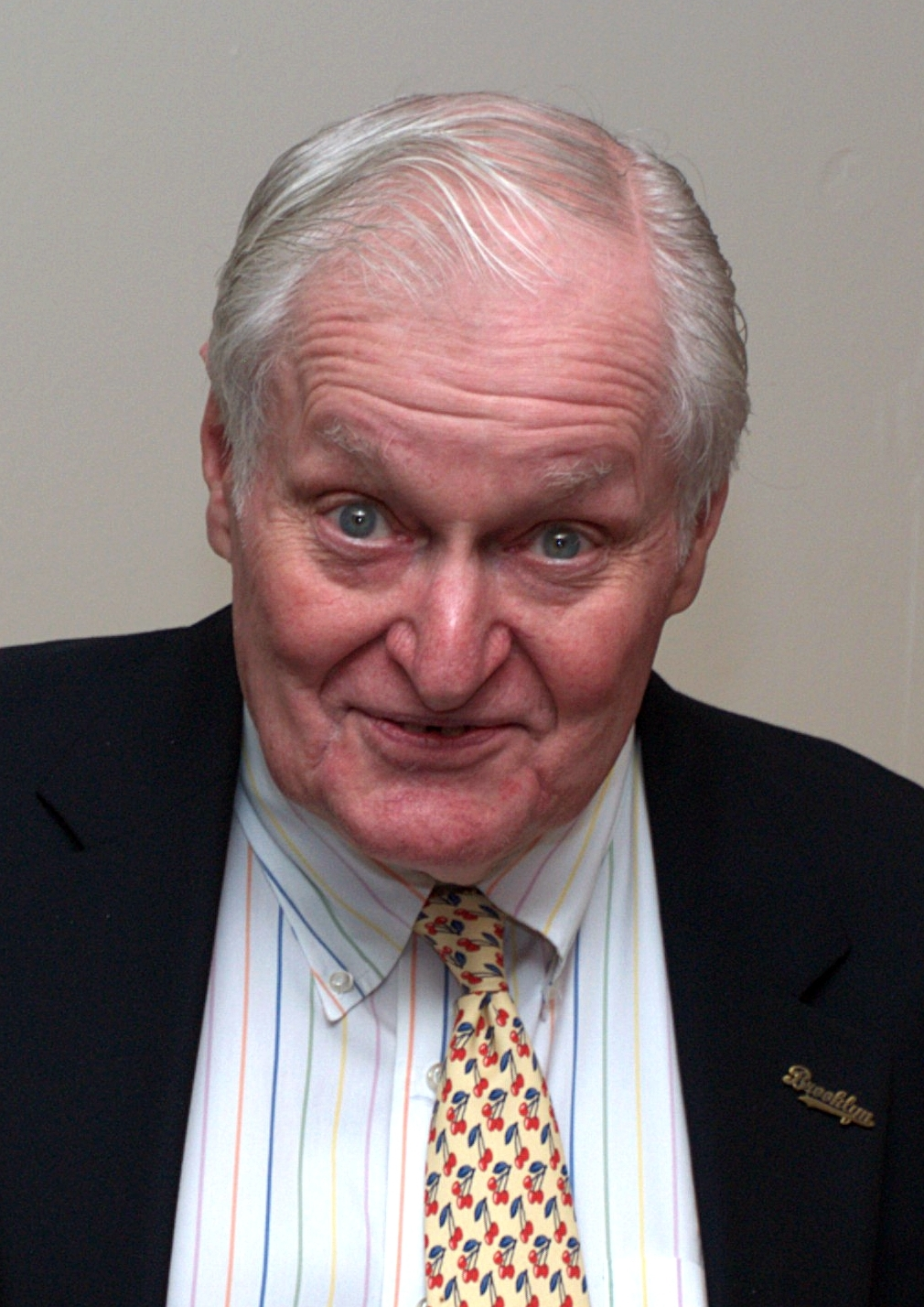
John Ashbery

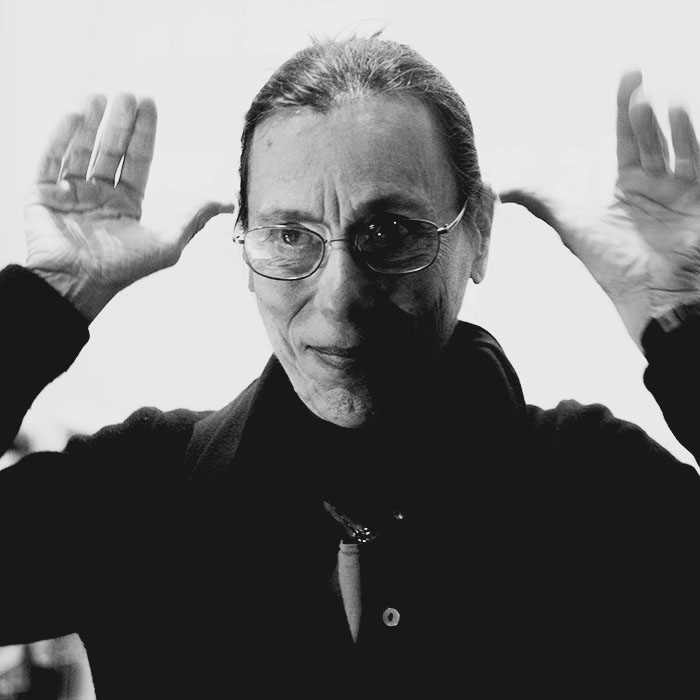
Yvonne Rainer

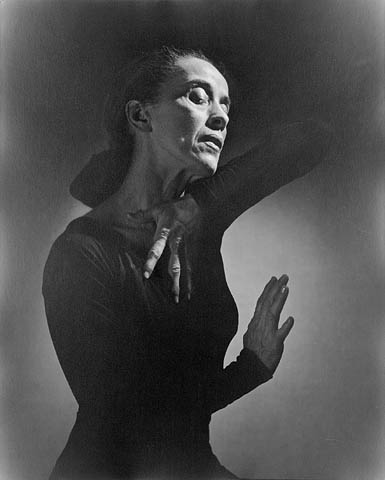
Martha Graham

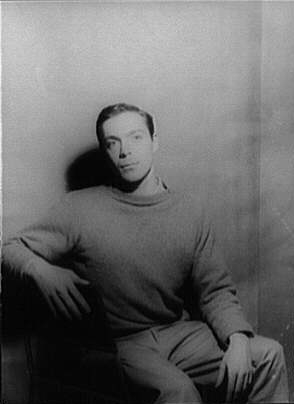
Paul Taylor

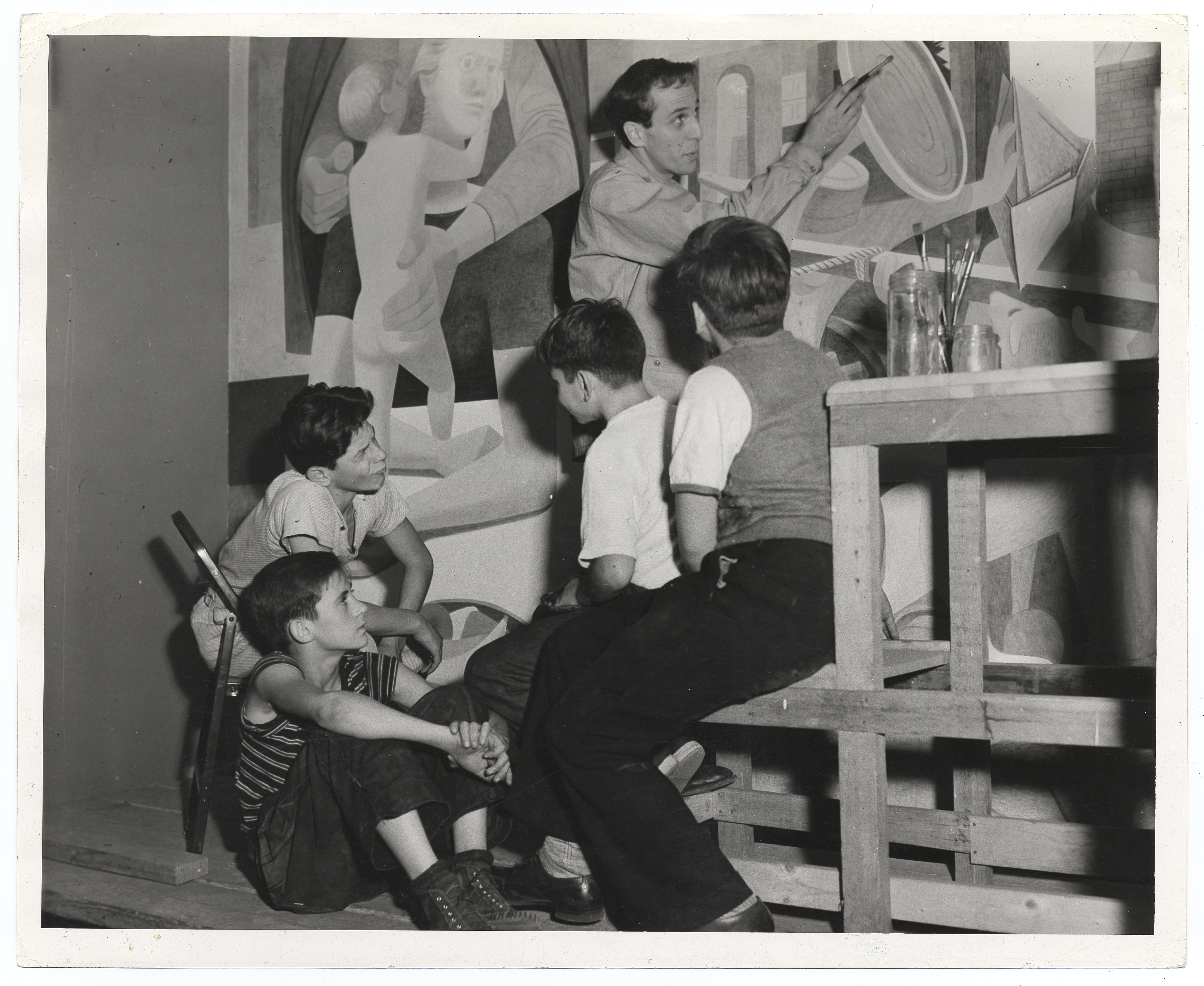
Philip Guston

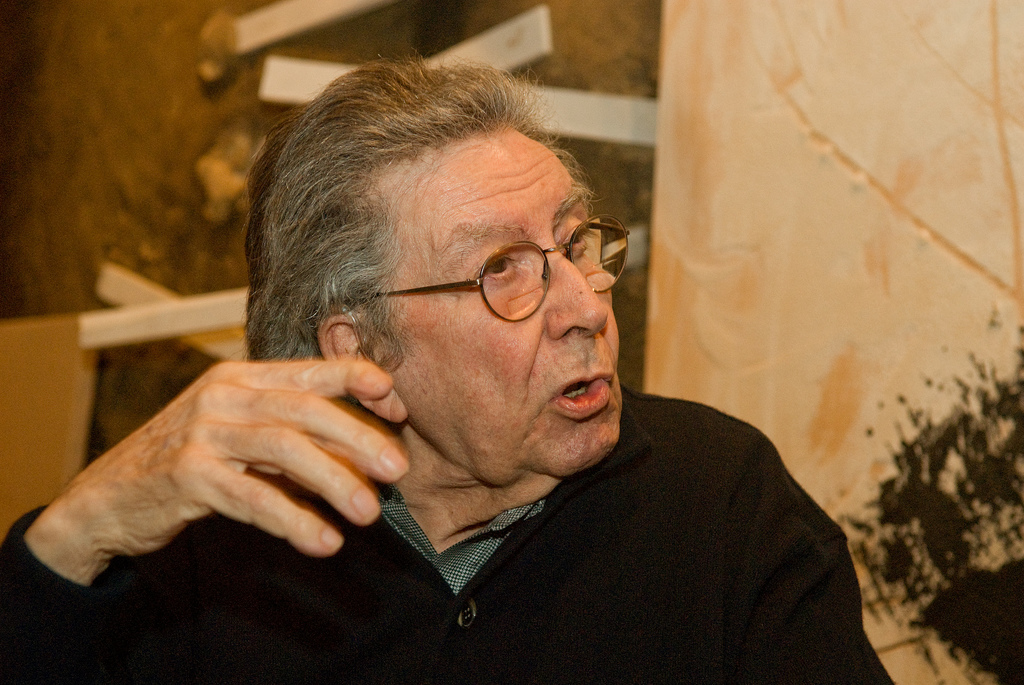
Antoni Tàpies

Newyorská škola umění (anglicky New York School) bylo neformální uskupení amerických básníků, malířů, tanečníků a hudebníků působící v 50. a 60. letech 20. století v New Yorku. Často čerpali inspiraci ze surrealismu a současných avantgardních uměleckých hnutí, zejména z hnutí akční malby, abstraktního expresionismu, jazzu, improvizačního divadla, experimentální hudby a v neposlední řadě ze spolupráce přátel z okruhu umělecké avantgardy v New Yorku.

## Osobnosti
Středem této skupiny se stal před svou smrtí v roce 1966 Frank O'Hara. Přes své četné přátele a také z pozice kurátora v Museum of Modern Art v New Yorku spojoval básníky a malíře, jako byli Jane Freilicher, Fairfield Porter a Larry Rivers (který byl také jeho milencem). Jejich spolupráce byla velmi plodná: inspirováni americkými básníky Johnem Ashberym a Kennethem Kochem, kteří spolu napsali báseň A Postcard to Popeye, Ashbery a Schuyler pak spolu napsali román A Nest of Ninnies (Hnízdo Ninnies). Schuyler také spolupracoval s O'Harou na ódě inspirované řekami. Ron Padgett a Ted Berrigan přišli do skupiny z Tulsy v Oklahomě. Koch, O'Hara, Schuyler a Ashbery byli různí jako básníci, ale vzájemně se obdivovali a osobně měli hodně společného:
- kromě Schuylera se jejich studium na Harvardově univerzitě částečně časově překrývalo,
- kromě Kocha byli všichni homosexuálové
- kromě Ashberyho absolvovali všichni vojenskou službu
- kromě Kocha byli všichni umělečtí kritici
- kromě Ashberyho žili všichni v New Yorku během jejich formování jako básníků
- všichni čtyři byli inspirováni francouzskými surrealisty jako Raymond Roussel, Pierre Reverdy a Guillaume Apollinaire. David Lehman ve své knize o básnících v New Yorku napsal: Upřednostňovali vtip, humor a pokročilou ironii blague (to je drzý žert nebo šprým) způsoby, které více připomínají Jaspera Johnse a Roberta Rauschenberga než abstraktní expresionistické malíře i New York School, po níž byli pojmenováni.[1]

## Básníci
Kritici básníků tohoto hnutí argumentovali, že jejich práce je reakcí na konfesionalistické hnutí v současné poezii. Jejich poetika byla často lehká, násilná, nebo obsahovala pouze postřehy, zatímco jejich styl psaní byl často popisován jako kosmopolitní. Básníci často psali bezprostředně a spontánně, způsobem připomínajícím proud vědomého psaní, často s použitím živých obrazů. Vycházeli z inspirace ze surrealismu a současných avantgardních uměleckých hnutí, zejména tvůrců akční malby svých přátel z uměleckývh kruhů v New Yorku, jako je Jackson Pollock a Willem de Kooning.
Mezi básníky často spojovanými s New York School patří John Ashbery, Frank O'Hara, Kenneth Koch, James Schuyler, Barbara Guest, Ted Berrigan, Bernadette Mayer, Alice Notley, Kenward Elmslie, Frank Lima, Ron Padgett, Lewis Warsh, Tom Savage a Joseph Ceravolo.

## Vizuální umění
Newyorská škola, která reprezentovala newyorské abstraktní expresionisty padesátých let, byla dokumentována prostřednictvím sérií pozvánek na výstavy umělců, které se konaly na 9th Street Art Exhibition v roce 1951 a v následujících letech ve Stable Gallery v New Yorku: Second Annual Exhibition of Painting and Sculpture (Druhá výroční výstava malířství a sochařství), 1953, Third Annual Exhibition of Painting and Sculpture (Třetí výroční výstava malby a sochařství), 1954, Fourth Annual Exhibition of Painting and Sculpture (Čtvrtá výroční výstava malby a sochařství), 1955, Fifth Annual Exhibitions of Painting and Sculpture (Pátá výroční výstava malby a sochařství), 1956 a Sixth New York Artists’ Annual Exhibition (Šestá výroční výstava umělců v New Yorku), 1957. Z newyorské školy se zúčastnili Bradley Walker Tomlin (1899–1953), Rosemarie Beck (1923–2003) a Philip Guston (1913–1980)
Další umělci New York School včetně těch ze šedesátých let byli: malíř Richard Pousette-Dart, Cecile Gray Bazelon, William Baziotes, Nell Blaine, Seymour Boardman, Ilya Bolotowsky, Ernest Briggs, Peter Busa, Lawrence Calcagno, Nicolas Carone, Nanno de Groot, Beauford Delaney, Lynne Mapp Drexler, Edward Dugmore, Amaranth Ehrenhalt, John Ferren, Perle Fine, Karl Hagedorn, John Hultberg, Albert Kotin, Clarence Major, Knox Martin, Misha Reznikoff, William Scharf, Ethel Schwabacher, Kendall Shaw, Thomas Sills, Merton Simpson, Hedda Sterne a Jack Stewart. Další známí členové tohoto hnutí jsou sochaři/malíři Karel Appel, Claire Falkenstein, Betty Parsons a Antoni Tàpies.

## Galerie
Umělecká galerie Anita Shapolsky Gallery v New Yorku byla založena v roce 1982 a specializuje se na umění 50. a 60. let v New Yorku, zaměřuje se na také na druhou generaci abstraktních expresionistů. Vystavuje expresionismus, geometrickou abstrakci a malířskou abstrakci. Nejčastěji vystavuje exponáty vytvořené v oleji a akrylu nebo sochy. Galerie Tibor de Nagy Gallery a Stabil Gallery také vystavovaly umění New York School a v roce 1998 uspořádala také Gagosian Gallery v New Yorku výstavu umění této školy.

## Hudba
Termín Newyorská škola také odkazuje na okruh skladatelů 50. let 20. století, který zahrnoval Johna Cage, Mortona Feldmana, Earle Browna a Christiana Wolffa Jejich hudba ovlivnila také mezinárodní uskupení umělců Fluxus.
V 60. letech taneční divadlo Judson Dance Theater revolucionizovalo moderní tanec. Divadlo bylo kolektivem tanečníků, skladatelů a vizuálních umělců, kteří vystupovali v Judson Memorial Church v Greenwich Village na Manhattanu v New Yorku v letech 1962 až 1964. Nové způsoby kombinují myšlenku performance, radikální a nové choreografie, zvuku od avantgardních skladatelů a tanečníků ve spolupráci s několika newyorskými výtvarnými umělci. Skupina umělců, kteří tvořili Judson Dance Theater, jsou považováni za zakladatele postmoderního tance. Divadlo vyrostlo z taneční skladby, kterou vyučoval Robert Dunn, hudebník, který studoval u Johna Cage. Umělci, kteří pracovali v Judson Dance Theater, byli avantgardní experimentalisté, kteří odmítali hranice baletní techniky, slovní zásoby a teorie. První vystoupení se konalo 6. července 1962, s tanečními kreacemi, které představily Stev Paxton, Freddie Herko, choreograf David Gordon, Alex a Deborah Hay, Yvonne Rainer, Elaine Summers, William Davis a Ruth Emerson. K důležitým členům divadla, kteří byli součástí Judson Dance Theatre patří: David Gordon, Steve Paxton, Yvonne Rainer, Trisha Brown, Lucinda Childs, Deborah Hay, Elaine Summers, Sally Gross, Aileen Passloff a Meredith Monk. Roky 1962–1964 jsou považovány za zlatý věk tanečního divadla Judson Dance Theater. Během dalších desetiletí 20. století umělci newyorské školy spolupracovali s několika dalšími choreografy či tanečníky. Například: Simone Forti, Anna Halprin, Merce Cunningham, Martha Graham a Paul Taylor.